# Lubelska Chorągiew Harcerzy ZHR
Lubelska Chorągiew Harcerzy ZHR – jednostka terytorialna Organizacji Harcerzy ZHR. Zrzesza hufce działające na terenie Lublina i województwa lubelskiego.
Patronem Lubelskiej Chorągwi Harcerzy są Jaworzniacy – Młodociani więźniowie polityczni lat 1944–1956.

## Hufce
- Lubelski Hufiec Harcerzy „Baszta”
- Lubelski Hufiec Harcerzy „Reduta”
- Kraśnicko-Niedrzwicki Hufiec Harcerzy „Leopard”
- Roztoczański Hufiec Harcerzy „Żywioł”
- Poleski Hufiec Harcerzy „Świt”